# Epifani Escolàstic
Epifani Escolàstic (en llatí Epiphanius Scholasticus, en grec antic Ἐπιφάνιος), fou un religiós grec (segons Sixt de Sena) o italià (segons Ceillier i Cave) del principi del segle vi.
Va ser amic de Cassiodor pel qual va traduir del grec al llatí el comentari de Dídim sobre els Proverbis i sobre set de les epístoles canòniques. Se li atribueix una exposició sobre el Càntic dels Càntics de Salomó, feta a petició de Cassiodor. Sixt de Sena li atribueix l'obra Catena, una compilació de comentaris sobre el Llibre dels Salms que havien fet els Pares de l'Església.
La seva obra més important va ser traduir i combinar en una obra anomenada Historiae Ecclesiasticae Tripartitae Epitome les obres sobre el tema de Sòcrates Escolàstic, Hèrmies Sozomen i Teodoret de Cir. També va traduir a petició de Cassiodor, una col·lecció de cartes, principalment sinodals, en defensa del Concili de Calcedònia.